# Głownia pyląca kukurydzy
Głownia pyląca kukurydzy – grzybowa choroba roślin, wywoływana przez patogen Sphacelotheca reiliana (Kühn) Clint należący do klasy Microbotryomycetes.

## Objawy
Wiechy i kolby zamieniają się w skupienia brunatnoczarnych teliospor. Porażenie wiechy przypomina tworzenie nowych pędów, w przypadku zniszczenia pojedynczych kłosków oraz tworzenie liści, w przypadku zniszczenia całej wiechy. Zaatakowanie wiechy powoduje również karłowacenie i krzewienie roślin. Porażona kolba jest cebulowatego kształtu i jest cała wypełniona teliosporami. Chora roślina może nie wytworzyć kolb, co powoduje, że skupienia teliospor powstają w wiesze.

## Etiologiaicykl życiowy
Teliospory zimują w glebie lub na powierzchni ziarniaków, które są przeznaczone do siewu. Następnie z teliospor wyrastają 4-komórkowe podstawki, na których to podstawkach powstaje jedno sporydium. Ze sporydium wyrasta strzępka grzybni. Zarówno sporydium jak i grzybnia są haploidalne. Po plazmogamii dwóch komórek strzępek różniących się haploidalnością powstaje dikariotyczna komórka. Z komórki rozwija się dikariotyczna grzybnia, która wrasta do rośliny i się w niej rozwija.

## Występowanie i szkodliwość
Choroba występuje lokalnie w różnych rejonach świata, w których uprawia się kukurydzę i sorgo. W Polsce pojawiła się niedawno. Rozmiar choroby zależy od ilości teliospor, które dostały się wraz z zanieczyszczonym ziarnem siewnym, lub ilości teliospor znajdujących się w ziemi. Infekcji siewek sprzyja temperatura 21-28° C oraz mała wilgotność ziemi (15-25% pojemności wodnej gleby).
Gatunek ten obejmuje rasy które zwykle jeśli atakują kukurydzę, to nie atakują sorga i odwrotnie: jeśli porażają sorgo, to często nie atakują kukurydzy.

## Ochrona
Nie stosuje się opryskiwania roślin. Ważnymi zabiegami mogącymi ograniczyć występowanie głowni pylącej kukurydzy są:
- Przestrzeganie zmianowania
- Stosowanie kwalifikowanego materiału siewnego
- Zaprawianie nasion
- Uprawa odmian kukurydzy tolerancyjnych wobec tej choroby, lub odpornych na nią.